# Otilio Montaño, Esperanza
Otilio Montaño är en ort i Mexiko.   Den ligger i kommunen Esperanza och delstaten Puebla, i den sydöstra delen av landet, 190 km öster om huvudstaden Mexico City. Otilio Montaño ligger 2 489 meter över havet och antalet invånare är 918.
Terrängen runt Otilio Montaño är kuperad åt nordost, men åt sydväst är den platt. Runt Otilio Montaño är det ganska tätbefolkat, med 155 invånare per kvadratkilometer. Närmaste större samhälle är San José Esperanza, 4,0 km sydväst om Otilio Montaño. Omgivningarna runt Otilio Montaño är en mosaik av jordbruksmark och naturlig växtlighet.